# Bahnstrecke Fier–Ballsh
| Albanisches Streckennetz |                         |                                         |                                         |
| Streckenlänge: | 25 km                   |                                         |                                         |
| Spurweite: | 1435 mm (Normalspur)    |                                         |                                         |
| Streckenklasse: | C4 (nach ev. Sanierung) |                                         |                                         |
| Maximale Neigung: | 18 ‰                    |                                         |                                         |
| Minimaler Radius: | 300 m                   |                                         |                                         |
| |                         |                                         |                                         |
| \| \| \| Bahnstrecke Rrogozhina–Fier von Lushnja \| \| \| \| 84,100 \| Fier \| Fier \| \| \| 84,750 \| Fier Güterbahnhof \| Fier Güterbahnhof \| \| \| 88,750 \| Bahnstrecke Fier–Vlora \| Bahnstrecke Fier–Vlora \| \| \| \| Gjanica \| \| \| \| 91,915 \| Kraps \| Kraps \| \| \| 99,360 \| Kasnica \| Kasnica \| \| \| \| Gjanica \| \| \| \| \| Gjanica \| \| \| \| \| Gjanica \| \| \| \| 108,580 \| Ballsh \| Ballsh \| \| \| \| Gjanica \| \| \| \| 110,050 \| Raffinerie Ballsh \| Raffinerie Ballsh \| Quelle: |                         |                                         |                                         |
| Strecke (außer Betrieb) |                         | Bahnstrecke Rrogozhina–Fier von Lushnja | Bahnstrecke Rrogozhina–Fier von Lushnja |
| Betriebs-/Güterbahnhof Strecke bis hier außer Betrieb | 84,100                  | Fier                                    | Fier                                    |
| Dienststation / Betriebs- oder Güterbahnhof | 84,750                  | Fier Güterbahnhof                       | Fier Güterbahnhof                       |
| Abzweig ehemals geradeaus und nach rechts | 88,750                  | Bahnstrecke Fier–Vlora                  | Bahnstrecke Fier–Vlora                  |
| Brücke über Wasserlauf (Strecke außer Betrieb) |                         | Gjanica                                 | Gjanica                                 |
| Bahnhof (Strecke außer Betrieb) | 91,915                  | Kraps                                   | Kraps                                   |
| Bahnhof (Strecke außer Betrieb) | 99,360                  | Kasnica                                 | Kasnica                                 |
| Brücke über Wasserlauf (Strecke außer Betrieb) |                         | Gjanica                                 | Gjanica                                 |
| Brücke über Wasserlauf (Strecke außer Betrieb) |                         | Gjanica                                 | Gjanica                                 |
| Brücke über Wasserlauf (Strecke außer Betrieb) |                         | Gjanica                                 | Gjanica                                 |
| Bahnhof (Strecke außer Betrieb) | 108,580                 | Ballsh                                  | Ballsh                                  |
| Brücke über Wasserlauf (Strecke außer Betrieb) |                         | Gjanica                                 | Gjanica                                 |
| Betriebs-/Güterbahnhof Streckenende (Strecke außer Betrieb) | 110,050                 | Raffinerie Ballsh                       | Raffinerie Ballsh                       |

Die Bahnstrecke Fier–Ballsh ist eine Bahnstrecke in Albanien. Sie verbindet die Städte Fier und Ballsh. Die Infrastruktur ist im Besitz des Staates.

## Geschichte

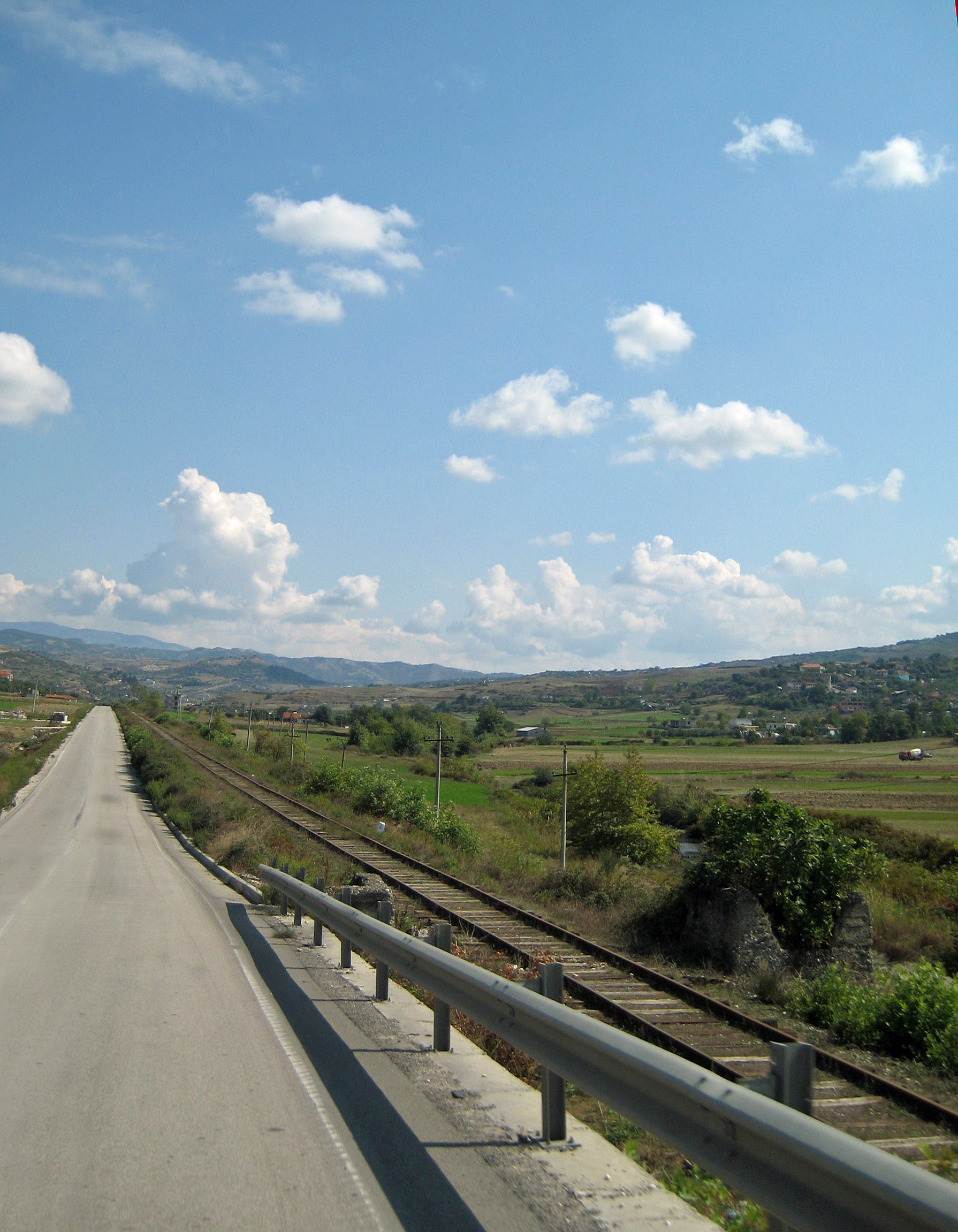
Bahnstrecke im Tal der Gjanica

Das Industriezentrum Fier wurde 1968 mit dem Bau der Bahnstrecke Rrogozhina–Fier an das Schienennetz der Hekurudha Shqiptare angeschlossen. Die Verbindung nach Ballsh als Zentrum der Erdölförderung war der nächste logische Ausbauschritt.
Der Bau der 26 Kilometer langen Strecke nach Ballsh erfolgte in den Jahren 1974 und 1975.
Die Bahnstrecke wurde am 9. März 1975 für den Güter- und Personenverkehr eröffnet. In der ersten Hälfte der 1980er Jahre (vor der Eröffnung der Bahnstrecke Fier–Vlora) verkehrte sogar täglich ein Direktzug von Ballsh in die Hauptstadt Tirana. Zudem verkehrten noch zwei weitere Zugpaar täglich auf der Strecke.
Um das Jahr 2000 oder 2002 wurde der Personenverkehr eingestellt. 2012 wurde auch der Güterverkehr eingestellt. Damals führten Privatisierungspläne für Albpetrol zu Unterbrechungen der Produktion in der Erdölraffinerie von Ballsh.
Mit einem unaufgeforderten Angebot präsentierte die 2016 gegründete Bahngesellschaft Albrail beim Ministerium für Verkehr und Infrastruktur einen Investitionsplan, der dann mit Unterstützung des italienischen Planungsfirma Italferr umgesetzt wurde. Albrail gewann mit ihrem Angebot die Konzession für die Bahnstrecke Fier–Vlora und die Strecke Fier–Ballsh und unterzeichnete am 4. Februar 2016 einen 25-jährigen Vertrag mit dem Gegenstand „Konzession/Public Private Partnership (ROT – Rehabilitation, Operation and Transfer)“ für die Sanierung, den Betrieb und die Übertragung der Infrastruktur der Bahnstrecken mit dem Ministerium für Verkehr und Infrastruktur der Republik Albanien.
Albrail hat nach Vertragsabschluss zwischen 2017 und 2018 fast die komplette Strecke Fier–Vlora sowie die Infrastruktur an den dortigen Zwischenstationen und der Raffinerie in Fier saniert. An der Strecke Fier–Ballsh wurden bis 2024 keine Sanierungsmaßnahmen unternommen, auch wenn das nach ursprünglichen Ankündigungen bis 2020 hätte geschehen sollen. Stattdessen wird das Erdöl durch eine 11,3 Kilometer Pipeline vom Ölfeld nach Fier geleitet.

## Verlauf
Vom Bahnhof Fier am westlichen Rand der Innenstadt zweigt die Strecke nach Osten von der Strecke nach Vlora ab. Sie quert im Süden der Stadt die SH4 und passiert eine Industriezone mit der ehemaligen Ammoniakfabrik und der Erdölraffinerie. Danach quert sie den kleinen Fluss Gjanica, dem sie fortan folgt. Kleine Dörfer wie Plyk und Kraps, wo nach sieben Kilometern der erste Bahnhof lag, erstrecken sich entlang der Gleise. Das Tal wird allmählich enger.

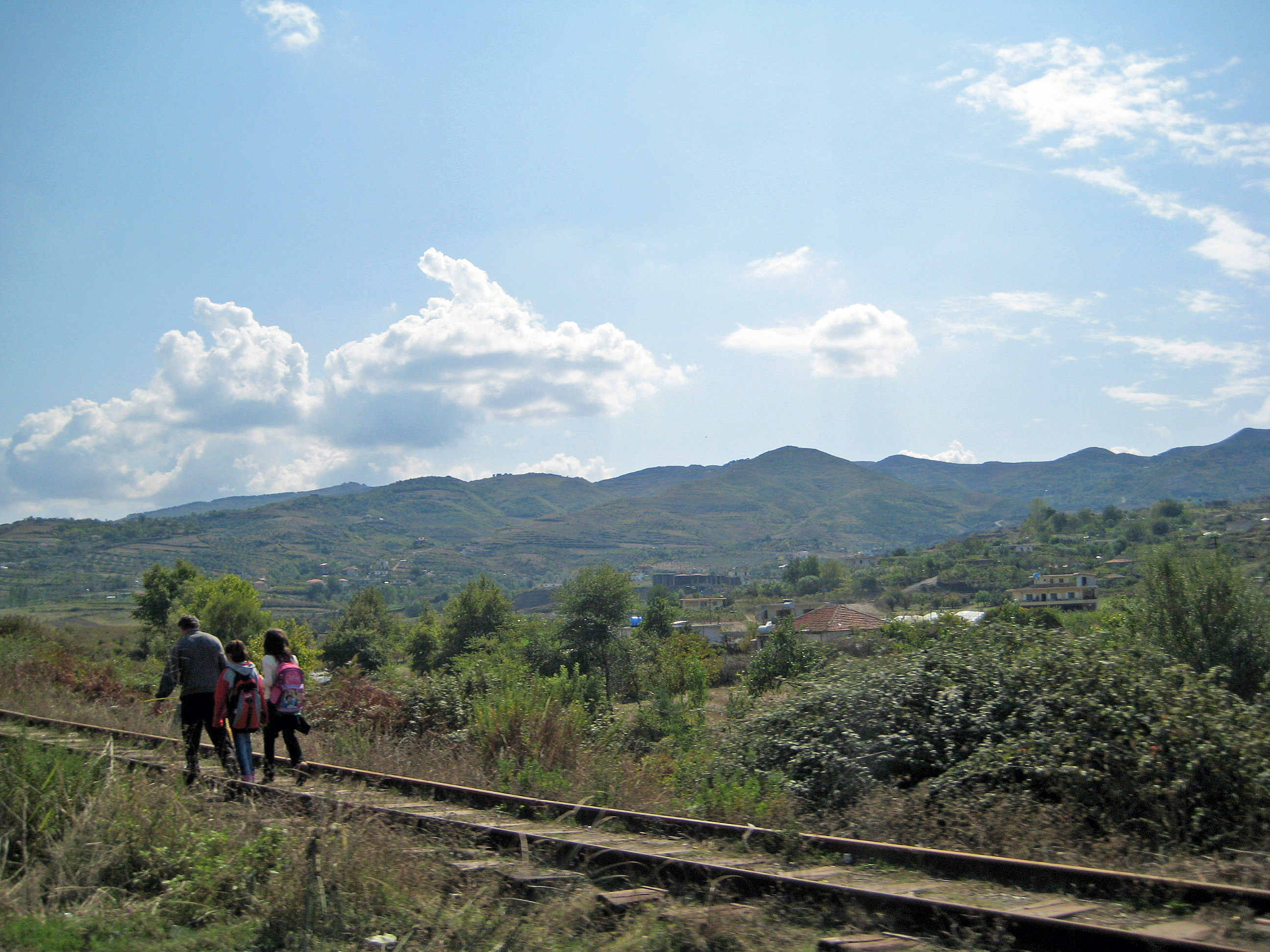
Kinder nutzen die Schienen als Schulweg

Kurz nach Kraps kommt von Norden die Straße von Fier nach Ballsh hinzu, die von Fier am Südrand der Myzeqe-Ebene nach Osten führte und bei Patos den Hügelzug ins Tal der Gjanica querte. Sie verläuft in der Folge teilweise parallel direkt neben den Gleisen.
Während die umgebenden Hügel der Mallakastra allmählich höher werden, deuten immer mehr Hinweise wie Pumpen auf die Ölproduktion in der Gegend hin. Früher prägten auch ölverschmutzte Gewässer und Gestank die Gegend. Die Bahn passiert den Bahnhof von Kasnica und quert drei Mal den Fluss, bevor sie Ballsh erreicht.
Der Bahnhof von Ballsh liegt unterhalb der Stadt an ihrem nördlichen Rand. Bis hierher ist die Strecke rund 130 Meter angestiegen. Vom Bahnhof setzt sich die Bahnstrecke noch rund zwei Kilometer fort nochmals über die Gjanica bis ins Gelände der Raffinerie von Albpetrol.

## Infrastruktur
Die Strecke kommt ohne größere Kunstbauten aus. Stand 2024 war sie an mehreren Stellen permanent durch andere Bauten unterbrochen. Die noch vorhandenen Gleise sind auf Holzschwellen genagelt.

## Zukunft
Von Albrail wurde eine Überprüfung des Projekts „Sanierung der Eisenbahninfrastruktur Fier–Ballsh“ beantragt.